# Plai (okręg Alba)
Plai – wieś w Rumunii, w okręgu Alba, w gminie Avram Iancu. W 2011 roku liczyła 30 mieszkańców.